# (50415) 2000 DL2
2000 دي أل 2 (ويعرف أيضًا باسم (50415) 2000 دي أل 2 وفق تسمية الكوكب الصغير) (بالإنجليزية: 2000 DL2)‏ هو كويكب ضمن حزام الكويكبات؛ وترتيبه 50415 من حيث الاكتشاف.
اكتُشف هذا الجُرم الفلكي بواسطة كورادو كورليفيتش في 24 فبراير 2000.

## وصلات خارجية
- (50415) 2000 DL2 في قاعدة بيانات مختبر الدفع النفاث لأجرام النظام الشمسي الصغيرة

- الاكتشاف · مخطط المدار ·  العناصر المدارية · المعلمات المادية

- (50415) 2000 DL2 على موقع ويكي سكاي: DSS2, SDSS, GALEX, IRAS, Hydrogen α, X-Ray, Astrophoto, Sky Map, Articles and images